# Đi đứng bằng ba chân

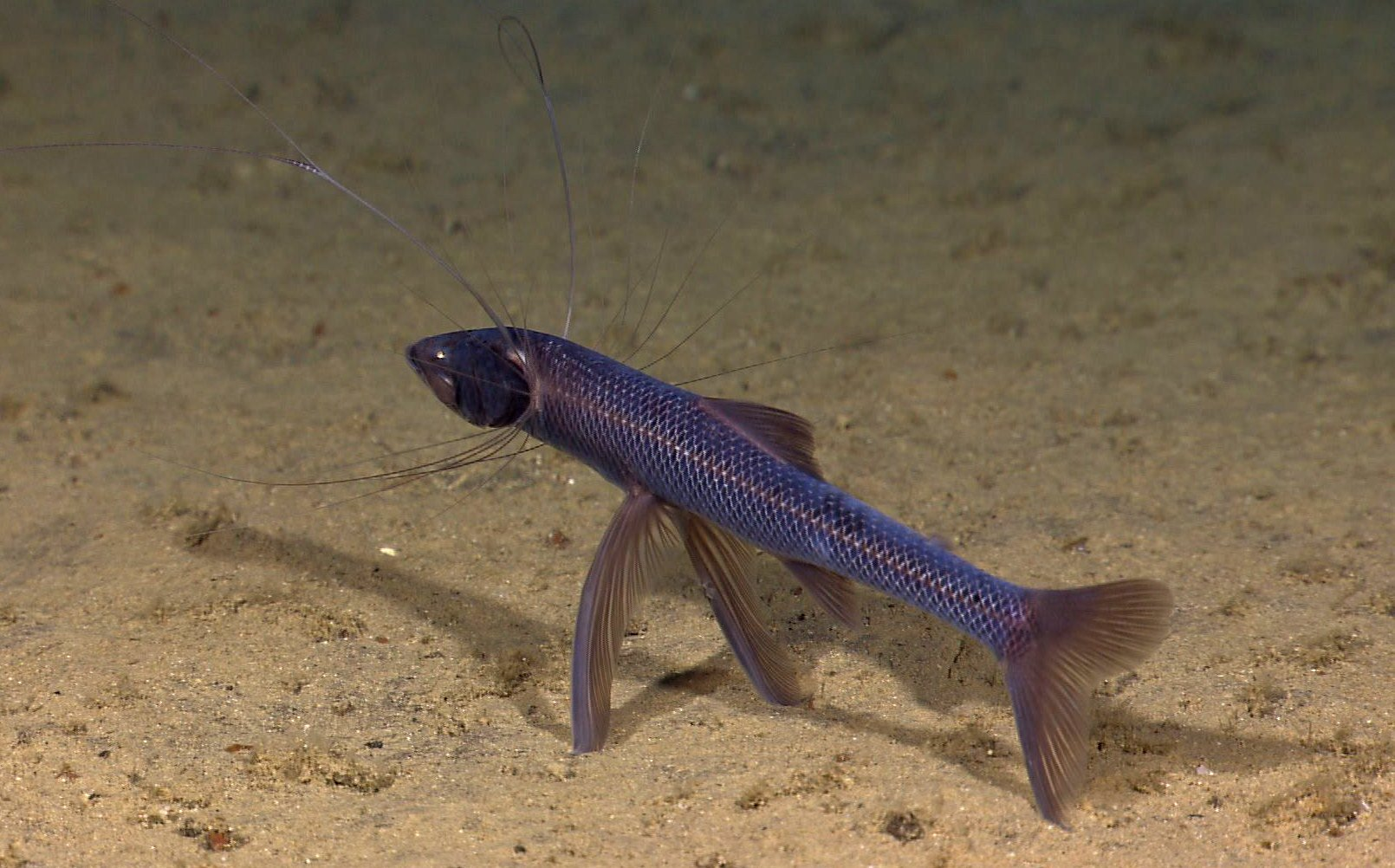
Cá đi đứng bằng ba chân nằm dưới đáy đại dương bằng ba gai có nguồn gốc từ vây.

Đi đứng bằng ba chân hay Tripedalism (bắt nguồn từ tiếng Latin tri = ba + ped = chân) là kiểu di chuyển sử dụng ba chân. Người ta phỏng đoán rằng các loài vẹt (Psittaciformes) sử dụng kiểu đi bằng ba chân trong quá trình leo trèo, mặc dù điều này chưa được ghi nhận kỹ càng trong các tài liệu khoa học. Kiểu đi đứng bằng ba chân còn được quan sát bởi K. Hunt ở loài linh trưởng. Điều này thường được quan sát thấy khi con vật đang sử dụng một chi để nắm lấy vật mang theo và do đó đây là kiểu đi đứng không chính thức. Ngoài loài vẹt được phỏng đoán, không có loài nào được biết đến có kiểu di chuyển đi đứng bằng ba chân là kiểu chuẩn, mặc dù sự di chuyển của một vài loài thuộc họ Chân to như kangaroo có xuất hiện việc dồn trọng lượng của chúng lên cơ đuôi và hai chân sau, có thể là một ví dụ đi đứng bằng ba chân trong các kiểu di chuyển ở động vật. Còn có các loài cá ba chân. Một số loài cá này nằm dưới đáy đại dương trên hai tia vây từ hai vây bụng và một tia vây từ vây đuôi.

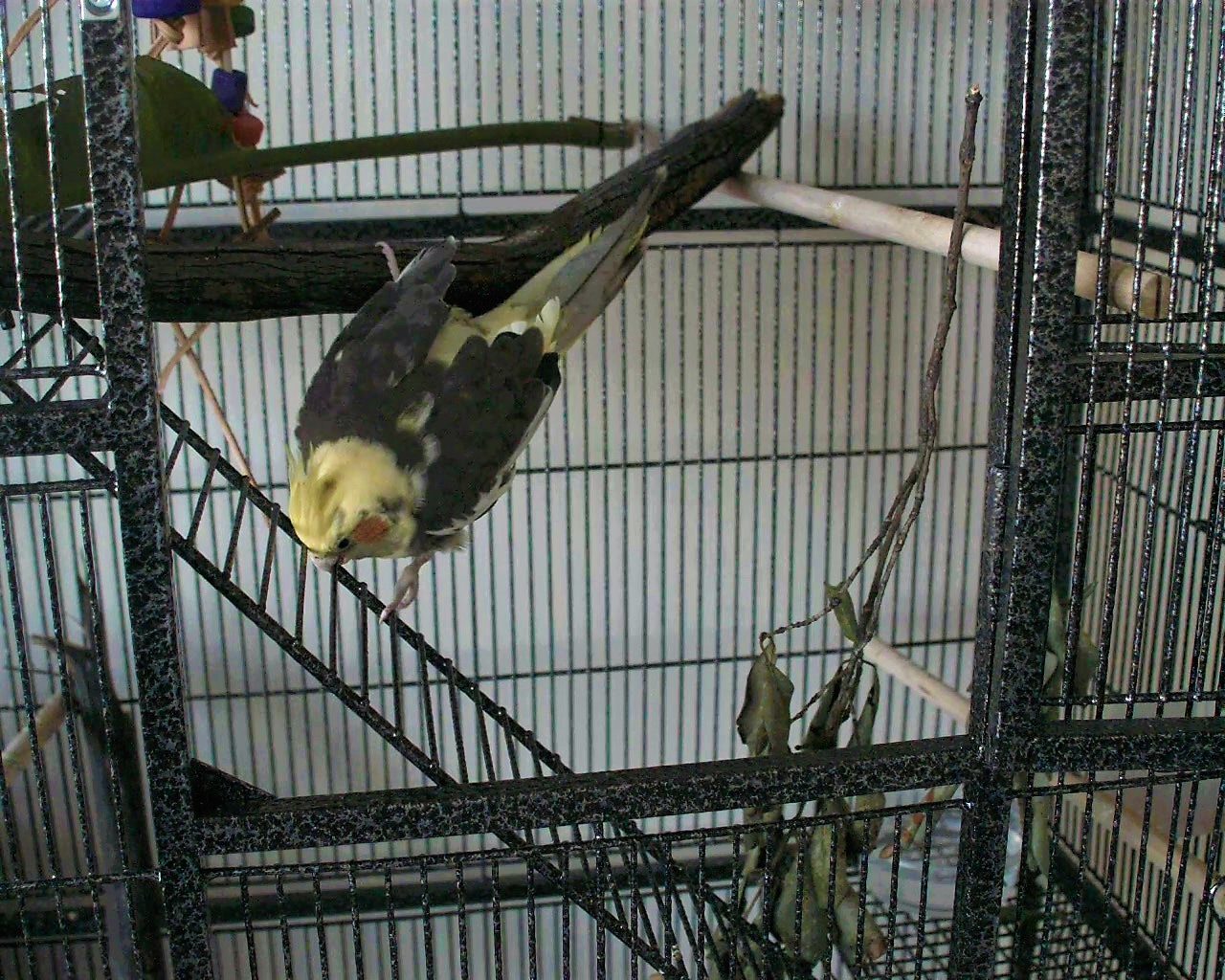
Một con vẹt đực leo từ khúc gỗ qua cái thang

Đi đứng bằng ba chân khác với kiểu đi đứng bằng hai chân thường gặp ở các loài động vật hai chân và đi đứng bằng bốn chân ở các loài động vật có bốn chân.

## Cụt chi ở các loài đi đứng bằng bốn chân và đột biến sinh học
Có một vài loài động vật ba chân trên thế giới ngày nay, được đặt tên dựa theo các loài có bốn chân (các vật nuôi như chó hay mèo) có một chi bị cụt. Với việc điều trị y khoa đúng cách, hầu hết những con vật bị thương này có thể sống một cuộc sống khá bình thường, mặc dù việc đi đứng bằng ba chân của chúng là không phải do yếu tố tự nhiên. Cũng có vài trường hợp đột biến sinh học hoặc bất thường bẩm sinh ở động vật (cũng như con người) khiến chúng chỉ còn ba chân.

## Thần thoại và truyện hư cấu về đi đứng bằng ba chân
- Kim Thiềm
- Quạ ba chân[4]